# ВАРПЭ
ВАРПЭ (Всероссийская ассоциация рыбохозяйственных предприятий, предпринимателей и экспортеров) — российская некоммерческая организация, объединяющая предприятия, работающие в сфере рыболовства, рыбоводства и производства биокормов, добычи, переработки, транспортировки и хранения продукции водных биологических ресурсов. В ассоциацию входит 79 крупных предприятий, отраслевых союзов, региональных и общероссийских ассоциаций, которые представляют 495 предприятий, работающих в отрасли рыболовства и обеспечивающих около 90% добычи в национальном вылове.  

## История
Ассоциация была создана в январе 1993 года и имела статус межрегиональной некоммерческой организации, через год – в 1994 году была преобразована во Всероссийскую ассоциацию рыбохозяйственных предприятий, предпринимателей и экспортеров.
В 1996 году членами ассоциации являлись 24 компании, объединявшие 64 предприятия, работающих в отрасли.
В 2009 году ассоциация подписала соглашение о сотрудничестве с Федеральным агентством по рыболовству. В закон о рыболовстве включена статья, обязывающая органы власти привлекать отраслевые ассоциации и общественные организации к разработке и реализации решений в области рыболовства.
В 2012 году Росрыболовство сообщило о том, что ВАРПЭ объединила около 100 отраслевых предприятий и организаций, в ассоциацию вошли научно-исследовательские институты, объединения предприятий отрасли, региональные союзы и ассоциации рыбаков.
В 2017 году членами ассоциации стали Союз рыбаков Крыма и Севастополя, Ассоциация аквакультуры Зауралья, Ассоциация операторов рефрижераторного подвижного состава, ОАО «Владивостокский морской рыбный порт», камчатские «Дельфин» и «Дельта Фиш Лтд», два отраслевых института: Всероссийский научно-исследовательский институт рыбного хозяйства и океанографии (ВНИРО) и Государственный проектно-конструкторский институт рыбопромыслового флота «Гипрорыбфлот».
В 2020 году членами в ВАРПЭ входило 79 предприятий, отраслевых ассоциаций и союзов регионального и федерального уровня, объединяющих 495 отраслевых предприятий и организаций. Доля компаний, входящих в ассоциацию, в общем объёме национального вылова превышает 90%. В 2020 году ассоциация вошла в Топ-3 рейтинга отраслевых объединений журнала «Вестник агропромышленного комплекса».

## Деятельность
Ассоциация занимается снятием избыточных административных барьеров, решением вопросов предоставления прав на вылов, повышением качества и продвижением отечественной рыбной продукции, вопросами налоговой политики в отрасли.
Объединение взаимодействует с федеральными и региональными органами государственной власти, в мероприятиях ВАРПЭ принимают участие представители Государственной Думы, Минсельхоза, Минпромторга, Минвостокразвития. Ассоциация приняла участие в запуске механизма инвестиционных квот, подготовке поправок в Налоговый кодекс РФ, перезаключении договоров на доли квот.
ВАРПЭ выступает с инициативами  в сфере налогового регулирования, контрольной и надзорной деятельности, принимала участие в парламентских слушаниях по отраслевой проблематике «О направлениях осуществления государственной политики в сфере рыболовства и сохранения водных биологических ресурсов».
Среди форм деятельности ассоциации – участие в Восточном экономическом форуме (ВЭФ) и Петербургском международном экономическом форуме (ПМЭФ). В рамках международного сотрудничества ассоциация взаимодействует Японской ассоциацией рыбопромышленников (Japan Fisheries Association), президент ассоциации Герман Зверев входит в состав Делового совета Евразийского экономического союза (ЕАЭС) и Консультативного совета по взаимодействию с Евразийской экономической комиссией.
Ассоциация принимает участие в разработке Стратегии развития рыбной отрасли Камчатки совместно с Союзом рыбопромышленников и предпринимателей Камчатки и Министерством рыбного хозяйства Камчатского края.
ВАРПЭ входит в состав Комиссии Правительства РФ по вопросам развития рыбохозяйственного комплекса, президент ассоциации возглавляет Общественный совет при Росрыболовстве, является сопредседателем рабочей группы «Рыболовство» при правительстве РФ по введению механизма «регуляторной гильотины». Рабочая группа принимает участие в согласовании новой структуры нормативного контроля и регулирования в сфере рыболовства, в сфере внимания группы находится государственный надзор в сфере рыболовства и сохранения водных биологических ресурсов, осуществление госконтроля за торговым мореплавание, обеспечение безопасности рыбопромыслового флота.
В 2019 году на Международном рыбопромышленном форуме были представлены результаты исследования регуляторной политики в отрасли рыболовства, которое провели эксперты ВШЭ при содействии ассоциации. В результате исследования 55 нормативных актах из отобранных 66, регулирующих отрасль было обнаружено в общей сложности 550 обременений.
В рамках сокращения избыточного государственного регулирования ВАРПЭ принимает участие в работе профильных группы Совета Федерации ФС РФ по мониторингу принятия нормативных правовых актов, предусмотренных федеральными законами в области рыболовства и аквакультуры.
В августе 2019 года ассоциация обратилась к полномочному представителю президента РФ Юрию Трутневу предложением о выделении из Фонда развития промышленности на модернизацию верфей Приморского и Хабаровского краев 20 млрд рублей. Так же ВАРПЭ выступило с инициативой привлечь для модернизации верфей иностранных инвесторов «в целях использования передового мирового опыта и современных судостроительных технологий» включив это предложение в национальный проект «Развитие Дальнего Востока».
В октябре 2019 года в ответ на обращение ассоциации Юрий Трутнев сообщил, что президент РФ В.В. Путин согласовал выделение 10 млрд рублей на субсидирование строительства краболовов на Дальнем Востоке. Выделение субсидий предполагает, что заказчики строительства новых судов получат компенсацию до 20% их стоимости.
В 2020 году в связи с пандемией коронавируса ассоциацией были внесены в Совет Федерации предложения по изменению законодательных и нормативных правовых актов, направленных на исключение избыточного регулирования, реализация которых позволяет снизить издержки отраслевых предприятий на 30 млрд рублей. В Совете Федерации были рассмотрены предложения ВАРПЭ об исключении из ФЗ «Об исключительной экономической зоне Российской Федерации» обязанности лиц проходить контрольные пункты, сохранив это требование только для иностранных судов, а также внесению соответствующих изменений в нормативные акты Пограничной службы ФСБ России.

## Руководство
Зверев Герман Станиславович – президент ассоциации с 2017 года, бывший президент ассоциации добытчиков минтая, председатель комиссии Российского союза промышленников и предпринимателей по рыбному хозяйству и аквакультуре.
Фомин Александр Владимирович – президент ассоциации с 2013 по 2017 год, бывший помощник первого заместителя председателя Правительства, заместитель руководителя Росрыболовства.
Кокорев Юрий Иванович – президент ассоциации с 2006 по 2013 год, бывший заместитель председателя Госкомрыболовства.
Родин Александр Васильевич – президент ассоциации с 2003 по 2006 года, бывший первый заместитель Министра сельского хозяйств России, руководитель Росрыболовства.
Каменцев Владимир Михайлович – первый президент ассоциации, руководил организацией с 1994 по 2003 год, бывший заместитель председателя Правительства СССР, министр рыбного хозяйства СССР.